# Julio Ahuet
Julio Ahuet Adas   (Juchitán, Oaxaca, 1 de julio de 1908- Monterrey, Nuevo León, 2 de noviembre de 1975) fue un actor de cine mexicano. Apareció en más de ciento treinta películas durante su carrera.

## Filmografía selecta
- Águila o sol (1937)
- El cementerio de las águilas (1939)
- En tiempos de don Porfirio (1940)
- ¡Ay Jalisco, no te rajes! (1941)
- El Peñón de las Ánimas (1943)
- El circo (1943)
- María Eugenia (1943)
- ¡Qué lindo es Michoacán! (1943)
- El espectro de la novia (1943)
- María Candelaria (1943)
- Me he de comer esa tuna (1945)
- El tigre de Jalisco (1947)
- Pito Pérez se va de bracero (1948)
- Nosotros los pobres (1948)
- Espuelas de oro (1948)
- Los tres huastecos (1948)
- El supersabio (1948)
- Medianoche (1949)
- Puerto de tentación (1951)
- Islas Marías (1951)
- Mujeres sin mañana (1951)
- Nosotras las sirvientas (1951)
- Ahí viene Martín Corona (1952)
- Los bandidos de Río Frío (1956)